# Mission impossible (série de films)
Ne doit pas être confondu avec Impossible Mission.
Pour les articles homonymes, voir Mission impossible.
 Pour plus de détails, voir Fiche technique et Distribution
Mission impossible (Mission: Impossible) est une série cinématographique américaine, inspirée de la série télévisée éponyme mettant en vedette depuis 1996 Tom Cruise (également producteur) dans le rôle de Ethan Hunt. Cette série rencontre un succès critique et commercial, ayant rapporté à ce jour 4,7 milliards de dollars dans le monde.
Le sixième film de la saga, Mission impossible Fallout, sorti en juillet 2018 est celui qui a rencontré le plus grand succès dans le monde.
Deux suites sont annoncées en janvier 2019, toujours réalisées par Christopher McQuarrie. La première Mission impossible Dead Reckoning, sortie en juillet 2023 et la deuxième, Mission impossible The Final Reckoning, sortie en mai 2025.
Les deux films forment une histoire commune sur la mission périlleuse d'Ethan Hunt et de son équipe pour déjouer la menace de l'intelligence artificielle nommée « l'Entité ».
Outre Tom Cruise, plusieurs interprètes apparaissent à plusieurs reprises, notamment Ving Rhames (Luther Stickell), Simon Pegg (Benji Dunn), Rebecca Ferguson (Ilsa Faust) et Jeremy Renner (William Brandt).

## Liste des films
La série est composée de : 
1. Mission impossible, réalisé par Brian De Palma (1996)
2. Mission impossible 2, réalisé par John Woo (2000)
3. Mission impossible 3, réalisé par J. J. Abrams (2006)
4. Mission impossible : Protocole Fantôme, réalisé par Brad Bird (2011)
5. Mission impossible : Rogue Nation, réalisé par Christopher McQuarrie (2015)
6. Mission impossible : Fallout, réalisé par Christopher McQuarrie (2018)
7. Mission impossible : Dead Reckoning, réalisé par Christopher McQuarrie (2023)
8. Mission: Impossible - The Final Reckoning, réalisé par Christopher McQuarrie (2025)

## Fiche technique
|                            | Mission impossible (1996) | Mission impossible 2 (2000)            | Mission impossible 3 (2006)               | Mission impossible Protocole Fantôme (2011) | Mission impossible Rogue Nation (2015) | Mission impossible Fallout (2018) | Mission impossible Dead Reckoning (2023) | Mission impossible The Final Reckoning (2025) |
| -------------------------- | ------------------------- | -------------------------------------- | ----------------------------------------- | ------------------------------------------- | -------------------------------------- | --------------------------------- | ---------------------------------------- | --------------------------------------------- |
| Titre original             | Mission: Impossible       | Mission: Impossible 2 abrégé en M-I-II | Mission: Impossible III abrégé en M-I-III | Mission: Impossible – Ghost Protocol        | Mission: Impossible – Rogue Nation     | Mission: Impossible - Fallout     | Mission: Impossible – Dead Reckoning     | Mission: Impossible - The Final Reckoning     |
| Titre québécois            | Mission Impossible        | Mission Impossible 2                   | Mission Impossible 3                      | Mission Impossible: Protocole Fantôme       | Mission Impossible: La nation Rogue    | Mission Impossible: Répercussions | Mission Impossible: Bilan Mortel         | Mission Impossible: Bilan Final               |
| Réalisation                | Brian De Palma            | John Woo                               | J. J. Abrams                              | Brad Bird                                   | Christopher McQuarrie                  | Christopher McQuarrie             | Christopher McQuarrie                    | Christopher McQuarrie                         |
| Scénario                   | Robert Towne              | Robert Towne                           | J. J. Abrams                              | Josh Appelbaum                              | Christopher McQuarrie                  | Christopher McQuarrie             | Christopher McQuarrie                    | Christopher McQuarrie                         |
| Scénario                   | David Koepp               | Brannon Braga                          | Alex Kurtzman                             | André Nemec                                 | Drew Pearce                            |                                   | Erik Jendresen                           | Erik Jendresen                                |
| Scénario                   |                           | Ronald D. Moore                        | Roberto Orci                              |                                             |                                        |                                   |                                          |                                               |
| Photographie               | Stephen H. Burum          | Jeffrey L. Kimball                     | Daniel Mindel                             | Robert Elswit                               | Robert Elswit                          | Rob Hardy                         | Fraser Taggart                           | Fraser Taggart                                |
| Montage                    | Paul Hirsch               | Christian Wagner                       | Maryann Brandon                           | Paul Hirsch                                 | Eddie Hamilton                         | Eddie Hamilton                    | Eddie Hamilton                           | Eddie Hamilton                                |
| Montage                    |                           | Steven Kemper (de)                     | Mary Jo Markey                            |                                             |                                        |                                   |                                          |                                               |
| Montage                    | Stuart Baird              |                                        |                                           |                                             |                                        |                                   |                                          |                                               |
| Musique                    | Danny Elfman              | Hans Zimmer                            | Michael Giacchino                         | Michael Giacchino                           | Joe Kraemer                            | Lorne Balfe                       | Lorne Balfe                              | Max Aruj et Alfie Godfrey                     |
| Production                 | Tom Cruise                | Tom Cruise                             | Tom Cruise                                | Tom Cruise                                  | Tom Cruise                             | Tom Cruise                        | Tom Cruise                               | Tom Cruise                                    |
| Production                 | Paula Wagner              | Paula Wagner                           | Paula Wagner                              | Paula Wagner                                | David Ellison                          | David Ellison                     | David Ellison                            | David Ellison                                 |
| Production                 | Paul Hitchcock            | Michael Doven                          |                                           | J. J. Abrams                                | J. J. Abrams                           | J. J. Abrams                      | Christopher McQuarrie                    | Christopher McQuarrie                         |
| Production                 | Elias Badra               |                                        |                                           |                                             |                                        | Dana Goldberg                     | Dana Goldberg                            | Dana Goldberg                                 |
| Sociétés de production     | Cruise/Wagner Productions | Cruise/Wagner Productions              | Cruise/Wagner Productions                 | TC Productions                              | TC Productions                         | TC Productions                    | TC Productions                           | TC Productions                                |
| Sociétés de production     | Paramount Pictures        | Paramount Pictures                     | Paramount Pictures                        | Paramount Pictures                          | China Movie Channel                    |                                   | New Republic Pictures                    |                                               |
| Sociétés de production     |                           |                                        | Munich Film Partners & Company            | Bad Robot Productions                       | Bad Robot Productions                  | Bad Robot Productions             |                                          |                                               |
| Sociétés de production     |                           |                                        | Studio Babelsberg Motion Pictures         | Skydance Media                              | Skydance Media                         | Skydance Media                    | Skydance Media                           | Skydance Media                                |
| Distribution               | Paramount Pictures        | Paramount Pictures                     | Paramount Pictures                        | Paramount Pictures                          | Paramount Pictures                     | Paramount Pictures                | Paramount Pictures                       | Paramount Pictures                            |
| Budget                     | 80 000 000 $              | 125 000 000 $                          | 150 000 000 $                             | 145 000 000 $                               | 150 000 000 $                          | 178 000 000 $                     | 291 000 000 $                            | 350 000 000 $                                 |
| Durée                      | 110 minutes               | 123 minutes                            | 126 minutes                               | 133 minutes                                 | 132 minutes                            | 147 minutes                       | 163 minutes                              | 169 minutes                                   |
| Dates de sortie États-Unis | 22 mai 1996               | 24 mai 2000                            | 5 mai 2006                                | 16 décembre 2011                            | 31 juillet 2015                        | 27 juillet 2018                   | 14 juillet 2023                          | 23 mai 2025                                   |
| Dates de sortie France     | 23 octobre 1996           | 26 juillet 2000                        | 3 mai 2006                                | 14 décembre 2011                            | 12 août 2015                           | 1er août 2018                     | 12 juillet 2023                          | 21 mai 2025                                   |
| Pays de production         | États-Unis                | États-Unis                             | États-Unis                                | États-Unis                                  | États-Unis                             | États-Unis                        | États-Unis                               | États-Unis                                    |
| Pays de production         | Allemagne                 |                                        |                                           |                                             |                                        |                                   |                                          |                                               |
| Pays de production         |                           |                                        | Chine                                     |                                             | Chine                                  | Chine                             |                                          |                                               |

## Distribution et personnages
| Personnages                            | Films (par ordre chronologique) | Films (par ordre chronologique) | Films (par ordre chronologique) | Films (par ordre chronologique)             | Films (par ordre chronologique)        | Films (par ordre chronologique)   | Films (par ordre chronologique)          | Films (par ordre chronologique)               |
| Personnages                            | Mission impossible (1996)       | Mission impossible 2 (2000)     | Mission impossible 3 (2006)     | Mission impossible Protocole Fantôme (2011) | Mission impossible Rogue Nation (2015) | Mission impossible Fallout (2018) | Mission impossible Dead Reckoning (2023) | Mission impossible The Final Reckoning (2025) |
| Personnages principaux                 | Personnages principaux          | Personnages principaux          | Personnages principaux          | Personnages principaux                      | Personnages principaux                 | Personnages principaux            | Personnages principaux                   | Personnages principaux                        |
| -------------------------------------- | ------------------------------- | ------------------------------- | ------------------------------- | ------------------------------------------- | -------------------------------------- | --------------------------------- | ---------------------------------------- | --------------------------------------------- |
| Ethan Hunt                             | Tom Cruise                      | Tom Cruise                      | Tom Cruise                      | Tom Cruise                                  | Tom Cruise                             | Tom Cruise                        | Tom Cruise                               | Tom Cruise                                    |
| Luther Stickell                        | Ving Rhames                     | Ving Rhames                     | Ving Rhames                     | Ving Rhames (caméo)                         | Ving Rhames                            | Ving Rhames                       | Ving Rhames                              | Ving Rhames                                   |
| Nyah Nordoff-Hall                      |                                 | Thandiwe Newton                 |                                 |                                             |                                        |                                   |                                          |                                               |
| Billy Baird                            |                                 | John Polson                     |                                 |                                             |                                        |                                   |                                          |                                               |
| Benjamin Dunn                          |                                 |                                 | Simon Pegg                      | Simon Pegg                                  | Simon Pegg                             | Simon Pegg                        | Simon Pegg                               | Simon Pegg                                    |
| Zhen Lei                               |                                 |                                 | Maggie Q                        |                                             |                                        |                                   |                                          |                                               |
| Declan Gormley                         |                                 |                                 | Jonathan Rhys-Meyers            |                                             |                                        |                                   |                                          |                                               |
| William Brandt                         |                                 |                                 |                                 | Jeremy Renner                               | Jeremy Renner                          |                                   |                                          |                                               |
| Jane Carter                            |                                 |                                 |                                 | Paula Patton                                |                                        |                                   |                                          |                                               |
| Ilsa Faust                             |                                 |                                 |                                 |                                             | Rebecca Ferguson                       | Rebecca Ferguson                  | Rebecca Ferguson                         |                                               |
| Grace                                  |                                 |                                 |                                 |                                             |                                        |                                   | Hayley Atwell                            | Hayley Atwell                                 |
| Personnages secondaires                |                                 |                                 |                                 |                                             |                                        |                                   |                                          |                                               |
| Eugene Kittridge, chef de la F.M.I     | Henry Czerny                    |                                 |                                 |                                             |                                        |                                   | Henry Czerny                             | Henry Czerny                                  |
| William Donloe                         | Rolf Saxon                      |                                 |                                 |                                             |                                        |                                   |                                          | Rolf Saxon                                    |
| Sarah Davies                           | Kristin Scott Thomas            |                                 |                                 |                                             |                                        |                                   |                                          |                                               |
| Jack Harmon                            | Emilio Estevez (non crédité)    |                                 |                                 |                                             |                                        |                                   |                                          |                                               |
| Hannah Williams                        | Ingeborga Dapkünaite            |                                 |                                 |                                             |                                        |                                   |                                          |                                               |
| Dr Vladimir Nekhorvich                 |                                 | Rade Šerbedžija                 |                                 |                                             |                                        |                                   |                                          |                                               |
| Swanbeck, chef de la F.M.I             |                                 | Anthony Hopkins (non crédité)   |                                 |                                             |                                        |                                   |                                          |                                               |
| Julia Meade-Hunt                       |                                 |                                 | Michelle Monaghan               | Michelle Monaghan (caméo)                   |                                        | Michelle Monaghan                 |                                          |                                               |
| Theodore Brassel,chef de la F.M.I      |                                 |                                 | Laurence Fishburne              |                                             |                                        |                                   |                                          |                                               |
| Lindsey Farris                         |                                 |                                 | Keri Russell                    |                                             |                                        |                                   |                                          |                                               |
| Trevor Hanaway                         |                                 |                                 |                                 | Josh Holloway                               |                                        |                                   |                                          |                                               |
| Anatoly Sidorov                        |                                 |                                 |                                 | Vladimir Machkov                            |                                        |                                   |                                          |                                               |
| Bogdan                                 |                                 |                                 |                                 | Miraj Grbic                                 |                                        |                                   |                                          |                                               |
| Alan Hunley, chef de la F.M.I          |                                 |                                 |                                 |                                             | Alec Baldwin                           | Alec Baldwin                      |                                          |                                               |
| Premier ministre du Royaume-Uni        |                                 |                                 |                                 |                                             | Tom Hollander                          |                                   |                                          |                                               |
| Erika Sloane                           |                                 |                                 |                                 |                                             |                                        | Angela Bassett                    |                                          | Angela Bassett                                |
| Jasper Briggs                          |                                 |                                 |                                 |                                             |                                        |                                   | Shea Whigham                             | Shea Whigham                                  |
| Antagonistes                           |                                 |                                 |                                 |                                             |                                        |                                   |                                          |                                               |
| Jim Phelps                             | Jon Voight                      |                                 |                                 |                                             |                                        |                                   |                                          |                                               |
| Claire Phelps                          | Emmanuelle Béart                |                                 |                                 |                                             |                                        |                                   |                                          |                                               |
| Franz Krieger                          | Jean Reno                       |                                 |                                 |                                             |                                        |                                   |                                          |                                               |
| Max Mitsopolis                         | Vanessa Redgrave                |                                 |                                 |                                             |                                        |                                   |                                          |                                               |
| Sean Ambrose                           |                                 | Dougray Scott                   |                                 |                                             |                                        |                                   |                                          |                                               |
| Hugh Stamp                             |                                 | Richard Roxburgh                |                                 |                                             |                                        |                                   |                                          |                                               |
| Wallis                                 |                                 | William Mapother                |                                 |                                             |                                        |                                   |                                          |                                               |
| John C. McCloy                         |                                 | Brendan Gleeson                 |                                 |                                             |                                        |                                   |                                          |                                               |
| Owen Davian                            |                                 |                                 | Philip Seymour Hoffman          |                                             |                                        |                                   |                                          |                                               |
| John Musgrave                          |                                 |                                 | Billy Crudup                    |                                             |                                        |                                   |                                          |                                               |
| Brownway                               |                                 |                                 | Eddie Marsan                    |                                             |                                        |                                   |                                          |                                               |
| Kurt Hendricks                         |                                 |                                 |                                 | Michael Nyqvist                             |                                        |                                   |                                          |                                               |
| Sabine Moreau                          |                                 |                                 |                                 | Léa Seydoux                                 |                                        |                                   |                                          |                                               |
| Atlee                                  |                                 |                                 |                                 |                                             | Simon McBurney                         |                                   |                                          |                                               |
| Solomon Lane                           |                                 |                                 |                                 |                                             | Sean Harris                            | Sean Harris                       |                                          |                                               |
| Janik Vinter                           |                                 |                                 |                                 |                                             | Jens Hultén                            |                                   |                                          |                                               |
| August Walker « John Lark »            |                                 |                                 |                                 |                                             |                                        | Henry Cavill                      |                                          |                                               |
| Alanna Mitsopolis « la Veuve Blanche » |                                 |                                 |                                 |                                             |                                        | Vanessa Kirby                     | Vanessa Kirby                            |                                               |
| Zola Mitsopolis                        |                                 |                                 |                                 |                                             |                                        | Frederick Schmidt                 | Frederick Schmidt                        |                                               |
| Gabriel                                |                                 |                                 |                                 |                                             |                                        |                                   | Esai Morales                             | Esai Morales                                  |
| Paris                                  |                                 |                                 |                                 |                                             |                                        |                                   | Pom Klementieff                          | Pom Klementieff                               |

Photos des acteurs principaux de la franchise
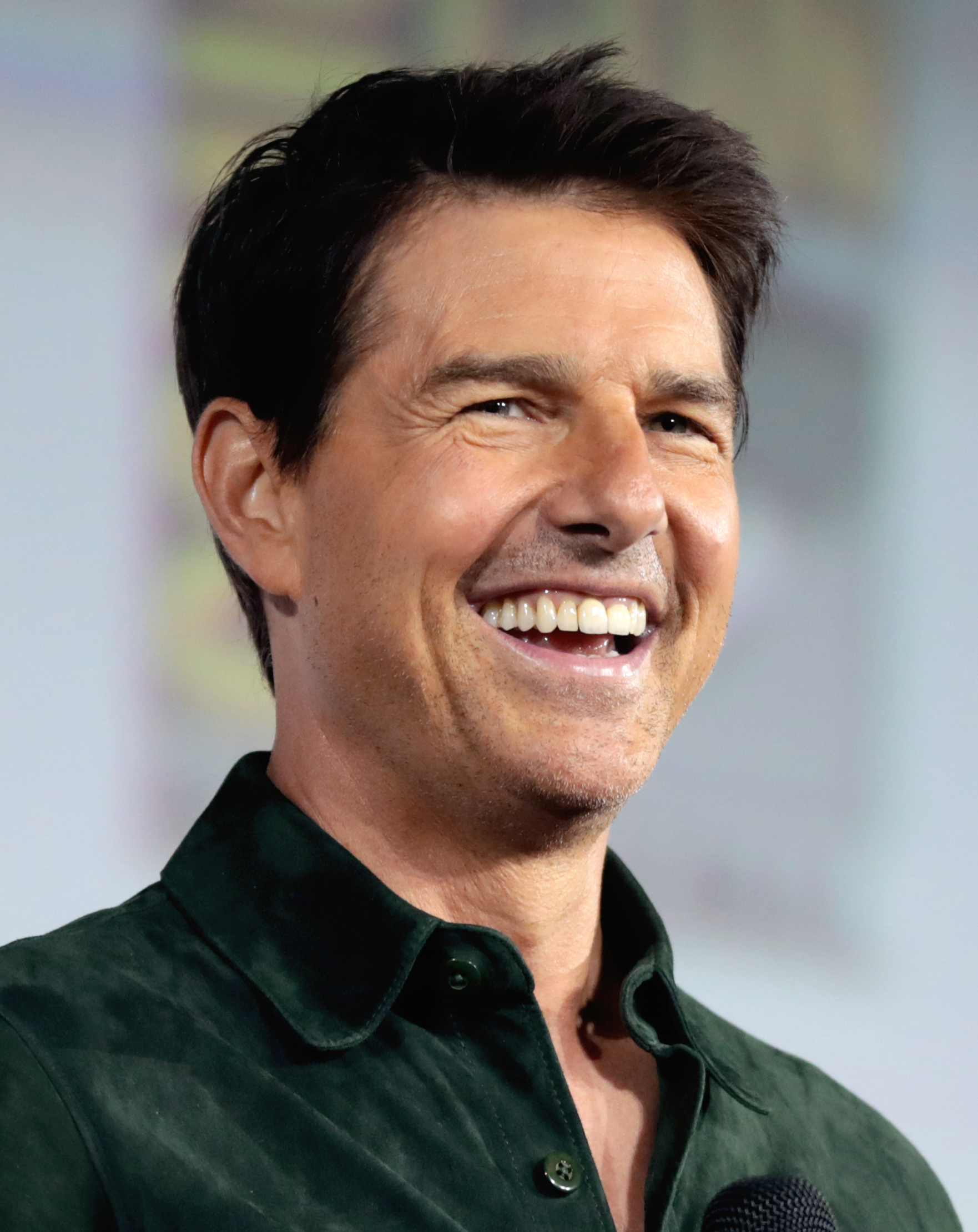
Tom Cruise.
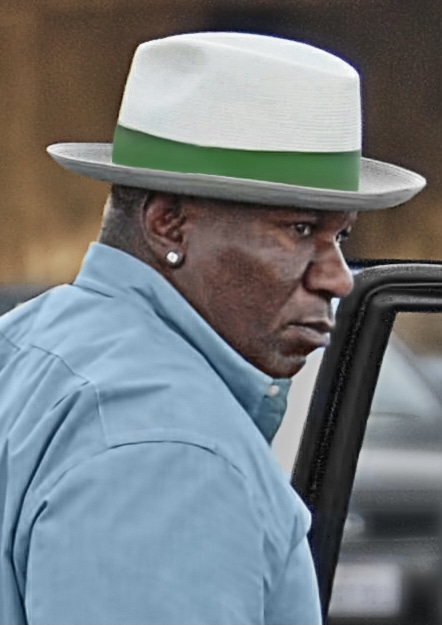
Ving Rhames.
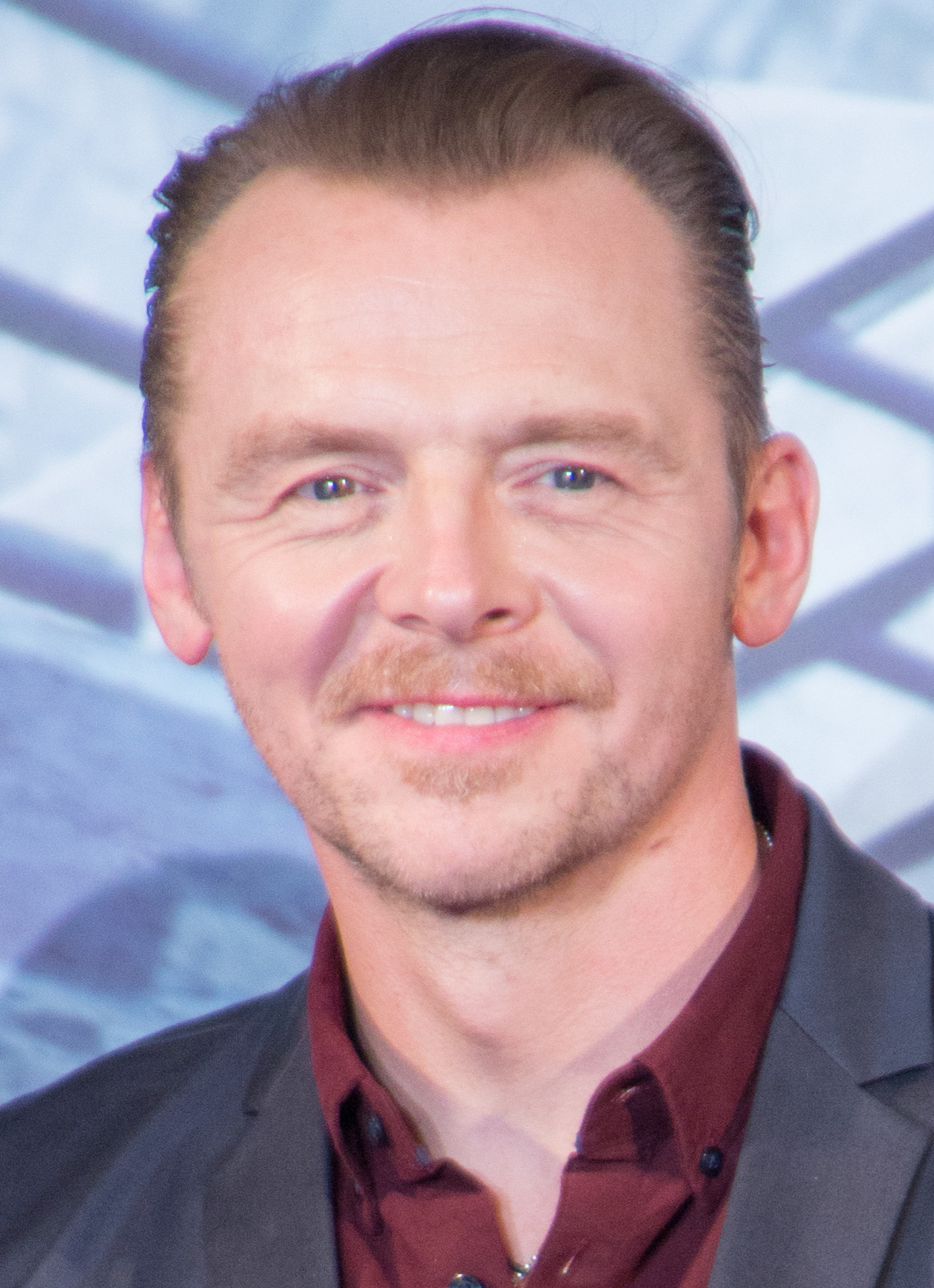
Simon Pegg.
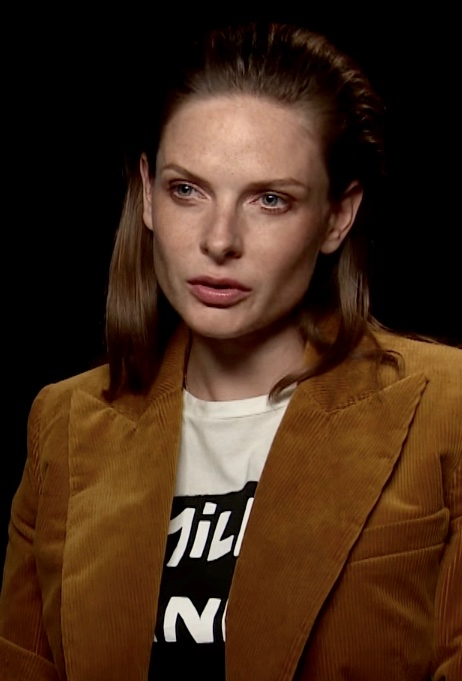
Rebecca Ferguson.
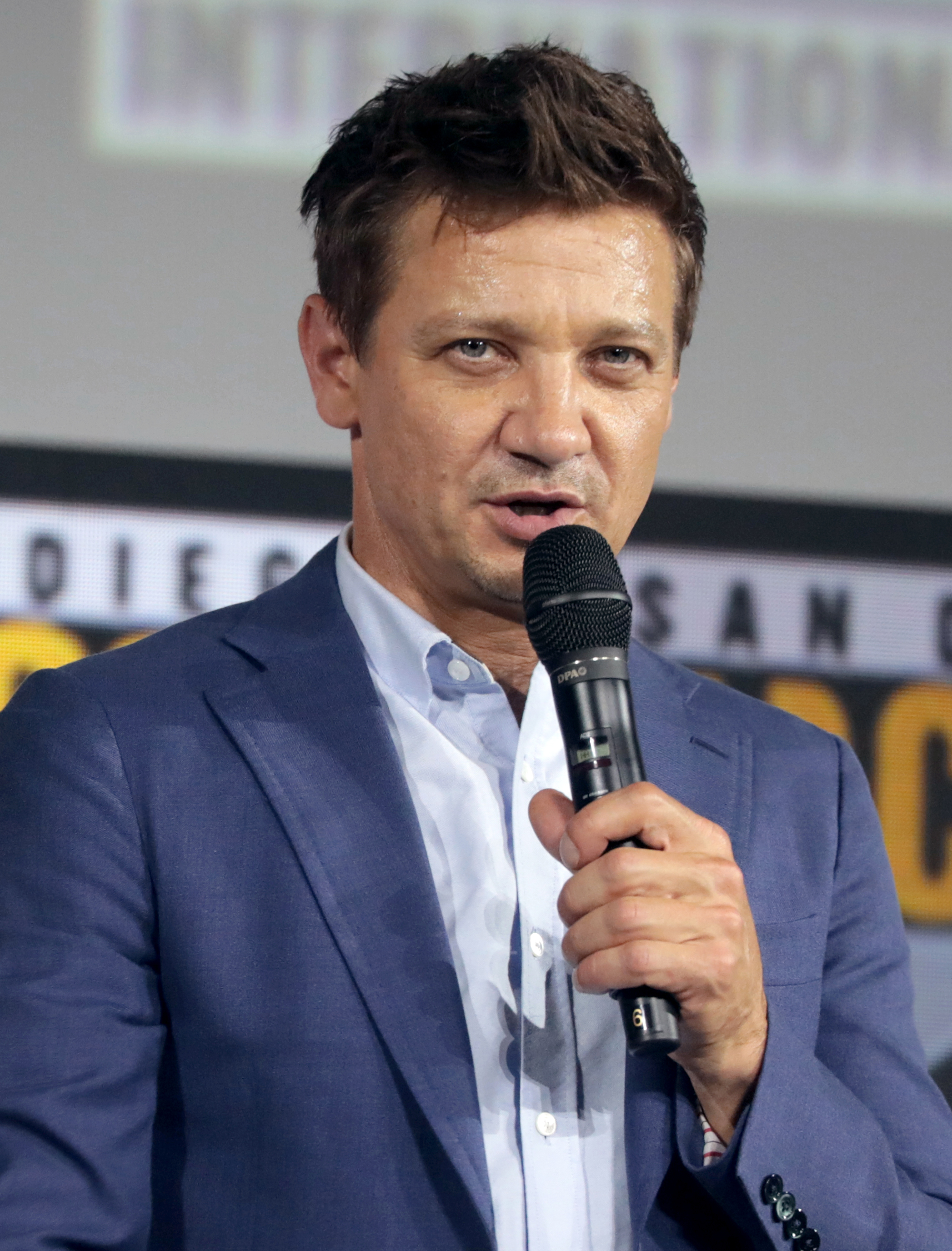
Jeremy Renner.

## Lieux d'action
| Films (années)                                | Pays                                                             | Lieux                                                                                   |
| --------------------------------------------- | ---------------------------------------------------------------- | --------------------------------------------------------------------------------------- |
| Mission impossible (1996)                     | Ukraine Tchéquie États-Unis Royaume-Uni Manche                   | Kiev (pré-générique) Prague Langley Londres Tunnel sous la Manche                       |
| Mission impossible 2 (2000)                   | Australie États-Unis Espagne                                     | Sydney ; Fort Lapérouse Colorado (crash) ; Utah (pré-générique) Séville                 |
| Mission impossible 3 (2006)                   | Allemagne Italie États-Unis Chine                                | Berlin Rome ; Vatican Washington ; Langley ; Miami ; Overseas Highway Shanghai ; Xitang |
| Mission impossible Protocole Fantôme (2011)   | Hongrie Russie Émirats arabes unis Inde États-Unis               | Budapest Moscou Dubaï Bombay Seattle                                                    |
| Mission impossible Rogue Nation (2015)        | Biélorussie Royaume-Uni États-Unis Cuba France Autriche Maroc    | Minsk Londres Washington La Havane Paris Vienne Casablanca                              |
| Mission impossible Fallout (2018)             | Royaume-Uni Allemagne France Cachemire                           | Belfast ; Londres Berlin Paris Glacier de Siachen                                       |
| Mission impossible Dead Reckoning (2023)      | Mer de Béring Pays-Bas Yémen Émirats arabes unis Italie Autriche | Frontière russo-américaine Amsterdam Rub al-Khali Abou Dabi Rome ; Venise Tyrol         |
| Mission impossible The Final Reckoning (2025) | Royaume-Uni États-Unis Mer de Béring Afrique du Sud              | Londres Mount Weather Île Saint-Matthieu ; Frontière russo-américaine Côte Sauvage      |

| Langley P L M Sydney S Utah B Va Washington Miami Shanghai B M Dubaï Bombay Seattle M La Havane V Casablanca B P Glacier de Siachen Mer de Béring Rub al-Khali R Ve Abou Dabi T Île Saint-Matthieu Côte Sauvage |

| Prague Londres Tunnel sous la Manche Séville Berlin Vatican Budapest Moscou Minsk Vienne Casablanca Belfast Paris Rome Venise Tyrol |

## Accueil

### Box-office
| Film                                   | Année | Recettes          | Recettes        | Recettes        | Nombre d'entrées   | Budget          |
| Film                                   | Année | États-Unis Canada | Reste du monde  | Total mondial   | France             | Budget          |
| -------------------------------------- | ----- | ----------------- | --------------- | --------------- | ------------------ | --------------- |
| Mission impossible                     | 1996  | 180 981 856 $     | 276 714 503 $   | 457 696 391 $   | 4 120 262 entrées  | 80 000 000 $    |
| Mission impossible 2                   | 2000  | 215 409 889 $     | 330 978 216 $   | 546 388 108 $   | 4 097 256 entrées  | 125 000 000 $   |
| Mission impossible 3                   | 2006  | 134 029 801 $     | 264 449 696 $   | 398 479 497 $   | 1 918 786 entrées  | 150 000 000 $   |
| Mission impossible Protocole Fantôme   | 2011  | 209 397 903 $     | 485 315 477 $   | 694 713 380 $   | 2 415 036 entrées  | 145 000 000 $   |
| Mission impossible Rogue Nation        | 2015  | 195 042 377 $     | 487 674 259 $   | 682 716 636 $   | 2 804 822 entrées  | 150 000 000 $   |
| Mission impossible Fallout             | 2018  | 220 159 104 $     | 571 498 294 $   | 791 657 398 $   | 3 010 246 entrées  | 178 000 000 $   |
| Mission impossible Dead Reckoning      | 2023  | 172 640 980 $     | 398 484 455 $   | 571 125 435 $   | 2 621 892 entrées  | 291 000 000 $   |
| Mission impossible The Final Reckoning | 2025  | 197 413 515 $     | 399 100 000 $   | 596 513 515 $   | 2 485 349 entrées  | 350 000 000 $   |
| Total                                  | Total | 1 525 075 425 $   | 3 209 956 297 $ | 4 739 290 360 $ | 23 468 789 entrées | 1 178 000 000 $ |

### Critique
| Films                                  | Allociné             | Rotten Tomatoes      | Metacritic            |
| -------------------------------------- | -------------------- | -------------------- | --------------------- |
| Mission impossible                     | 4/5 (5 critiques)    | 65 % (159 critiques) | 59/100 (29 critiques) |
| Mission impossible 2                   | 3,5/5 (21 critiques) | 57 % (211 critiques) | 59/100 (40 critiques) |
| Mission impossible 3                   | 3,3/5 (24 critiques) | 73 % (247 critiques) | 66/100 (42 critiques) |
| Mission impossible Protocole Fantôme   | 3,9/5 (26 critiques) | 94 % (251 critiques) | 73/100 (47 critiques) |
| Mission impossible Rogue Nation        | 3,7/5 (24 critiques) | 94 % (327 critiques) | 75/100 (46 critiques) |
| Mission impossible Fallout             | 3,8/5 (38 critiques) | 98 % (444 critiques) | 87/100 (60 critiques) |
| Mission impossible Dead Reckoning      | 4/5 (36 critiques)   | 96 % (437 critiques) | 81/100 (66 critiques) |
| Mission impossible The Final Reckoning | 3,4/5 (36 critiques) | 80 % (420 critiques) | 67/100 (57 critiques) |